# (14366) Wilhelmraabe
(14366) Wilhelmraabe  es un asteroide perteneciente al cinturón de asteroides, descubierto el 8 de septiembre de 1988 por Freimut Börngen desde el Observatorio Karl Schwarzschild, en Alemania.

## Designación y nombre
Wilhelmraabe se designó al principio como 1988 RX3.
Más adelante fue nombrado en honor al poeta alemán Wilhelm Raabe (1831-1910).

## Características orbitales
Wilhelmraabe orbita a una distancia media del Sol de 2,7874 ua, pudiendo acercarse hasta 2,5760 ua y alejarse hasta 2,9987 ua. Tiene una excentricidad de 0,0758 y una inclinación orbital de 4,6071° grados. Emplea en completar una órbita alrededor del Sol 1699 días.

## Características físicas
Su magnitud absoluta es 14,6. Tiene 7,237 km de diámetro. Su albedo se estima en 0,053.